# Acacia ovata
Acacia ovata é uma espécie de leguminosa do gênero Acacia, pertencente à família Fabaceae.